# Donau-Iller-Rhein-Limes

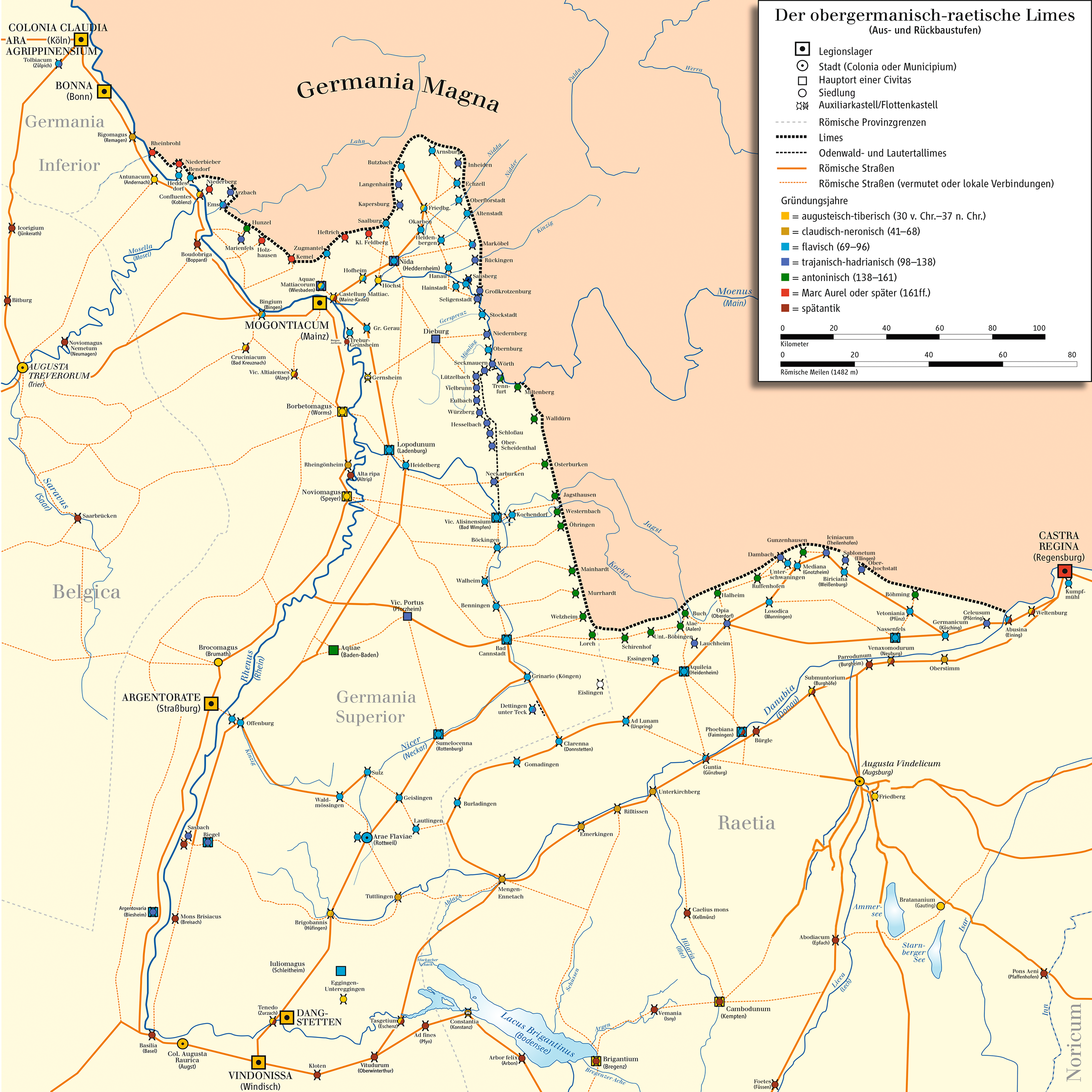
Kastelle am Obergermanisch-Rätischen Limes (bis ca. 260) und die wichtigsten Festungen des Donau-Iller-Rhein-Limes (ab ca. 290)

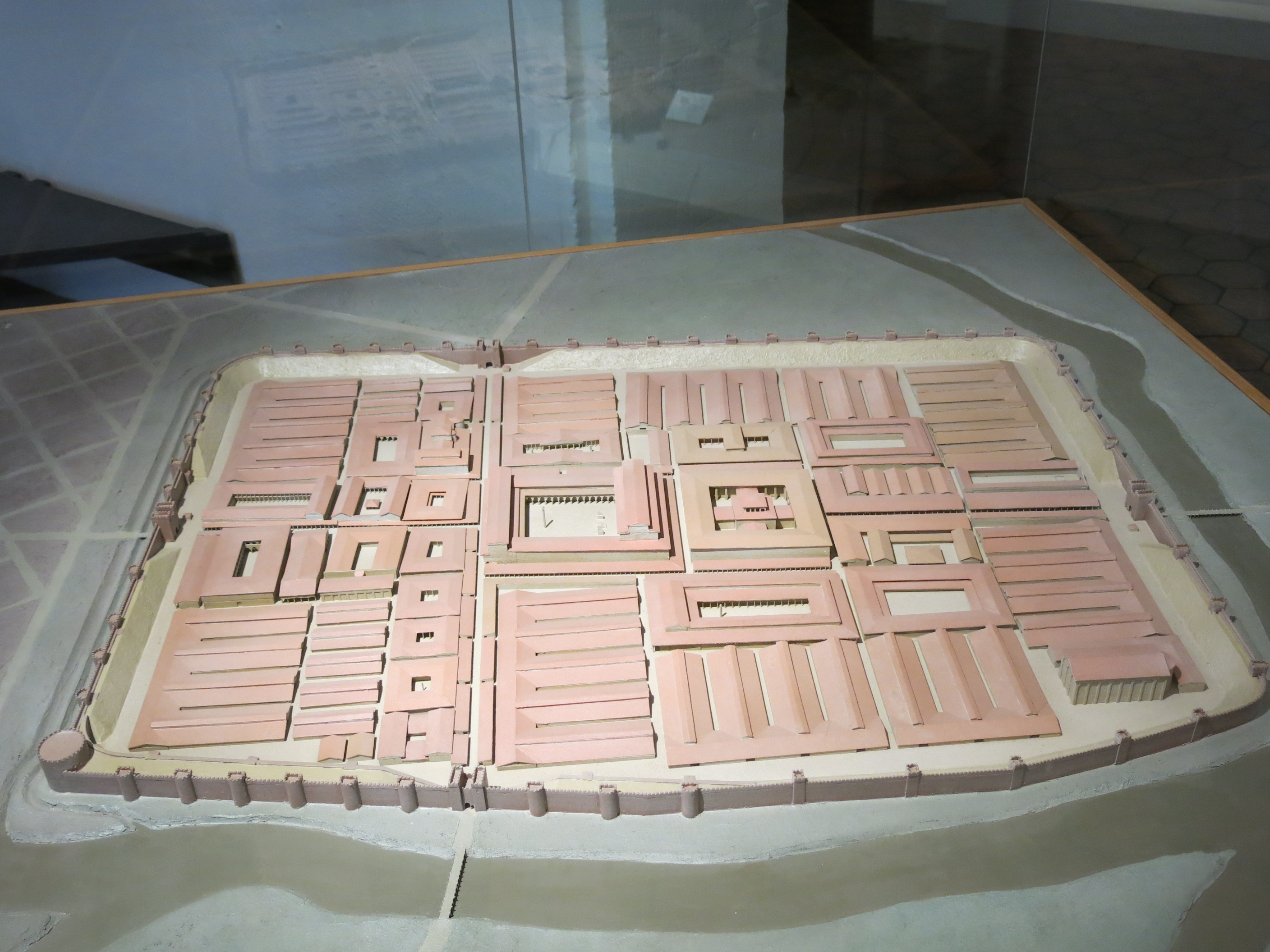
Modell des Legionslagers Argentorate im 4. Jahrhundert (Archäologisches Museum Straßburg)

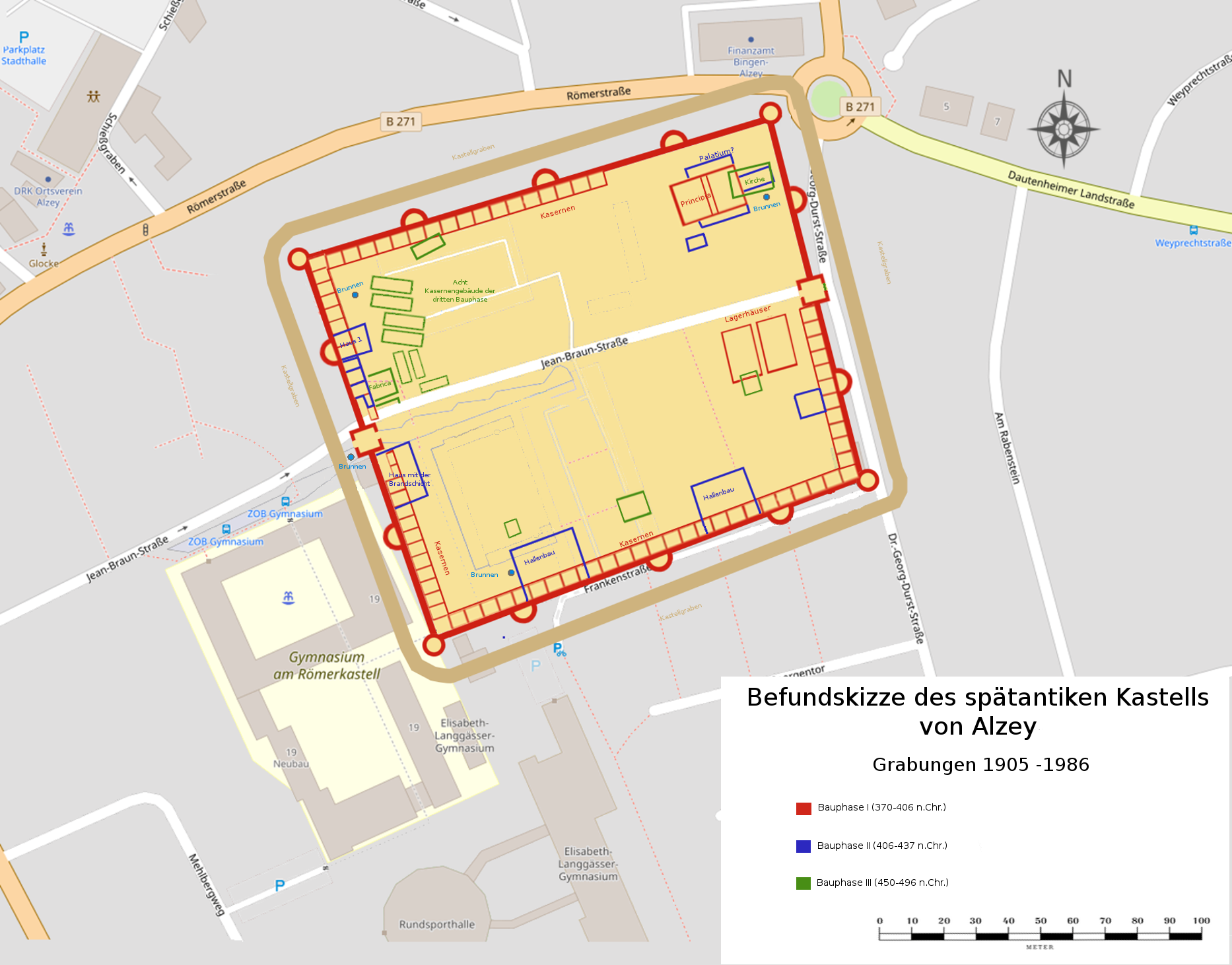
Befundskizze des Kastells Alzey (D), 1909–1969

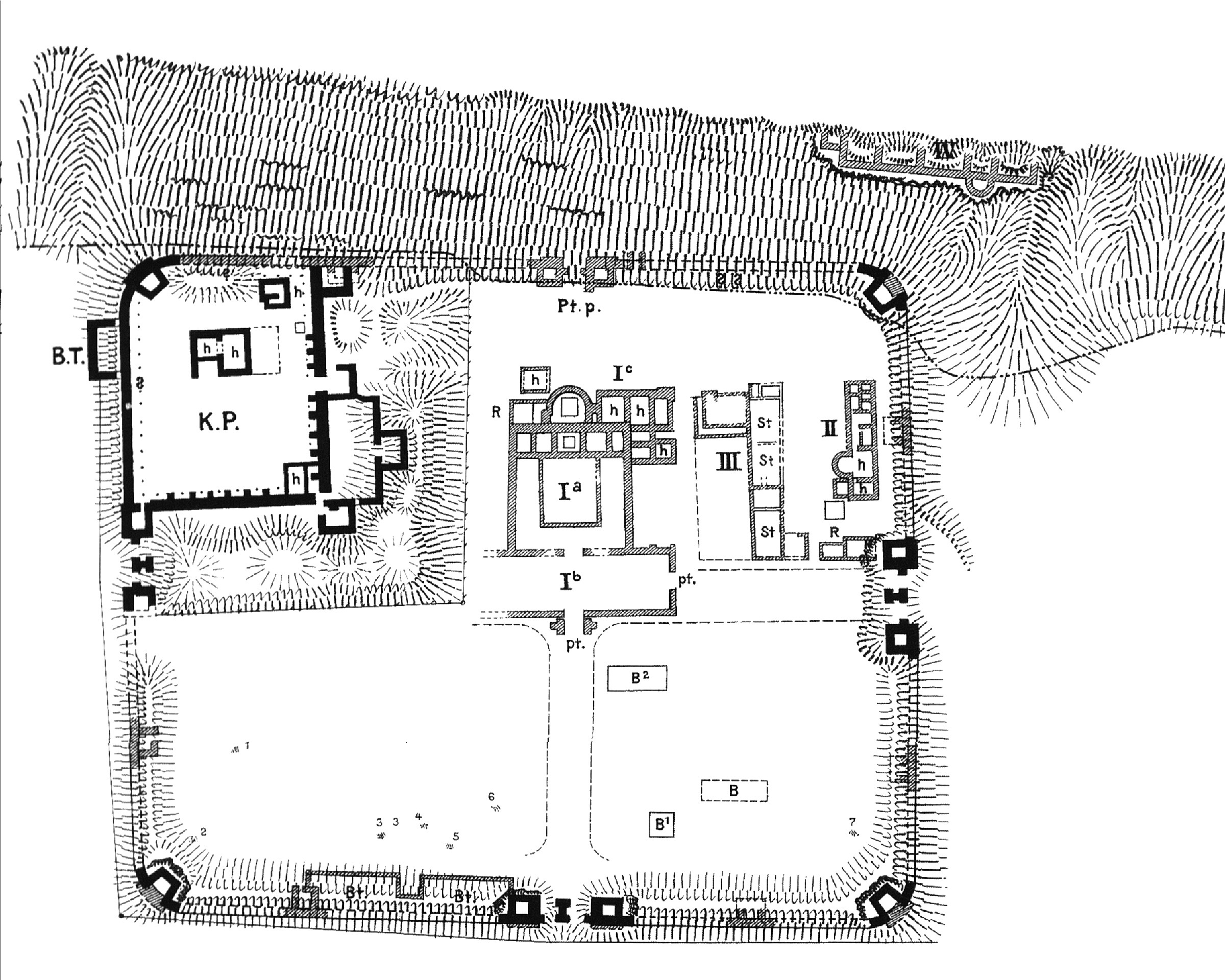
Grabungsplan des Kastell Eining (D) mit spätantiker Reduktion in der Nordwestecke des Kastells

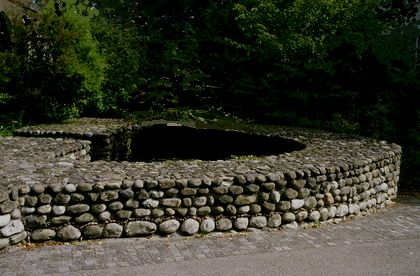
Konservierte Fundamente eines spätrömischen Hufeisenturmes des Kastell Arbon (CH)

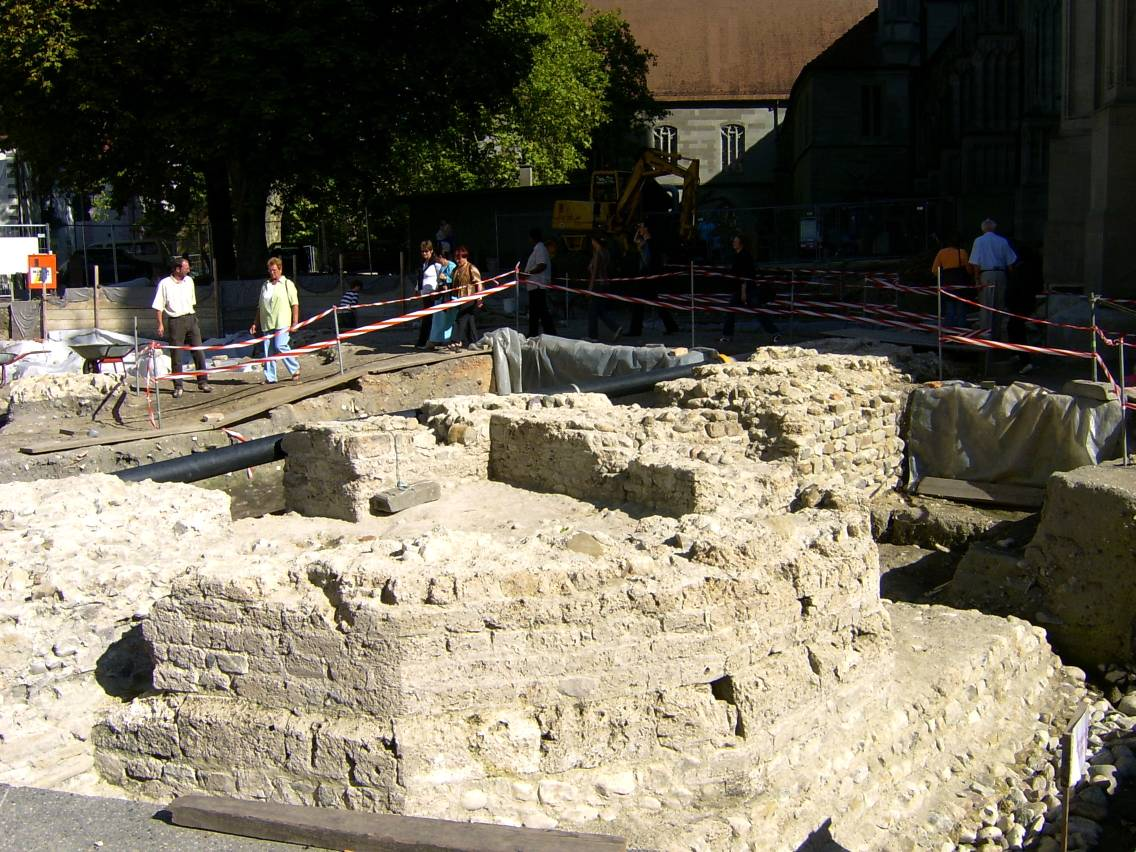
Reste eines römischen Wehrturms in Konstanz (Grabungszustand 2004)

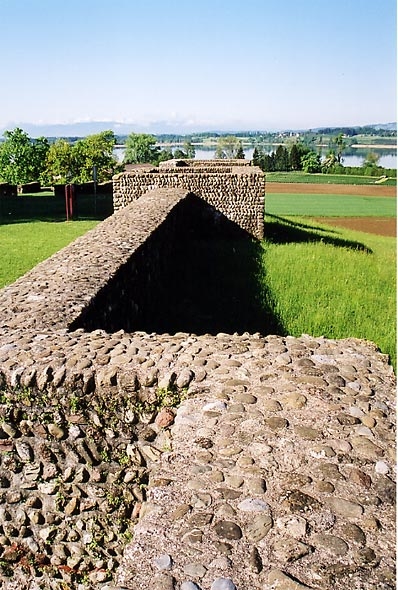
Umfassungsmauer des Straßenkastells Irgenhausen (CH)

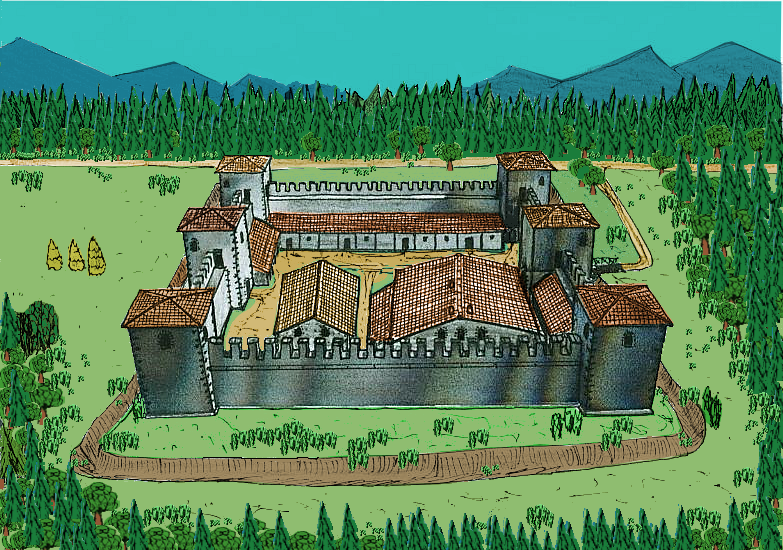
Rekonstruktionsversuch des Straßenkastells von Schaan (LI)

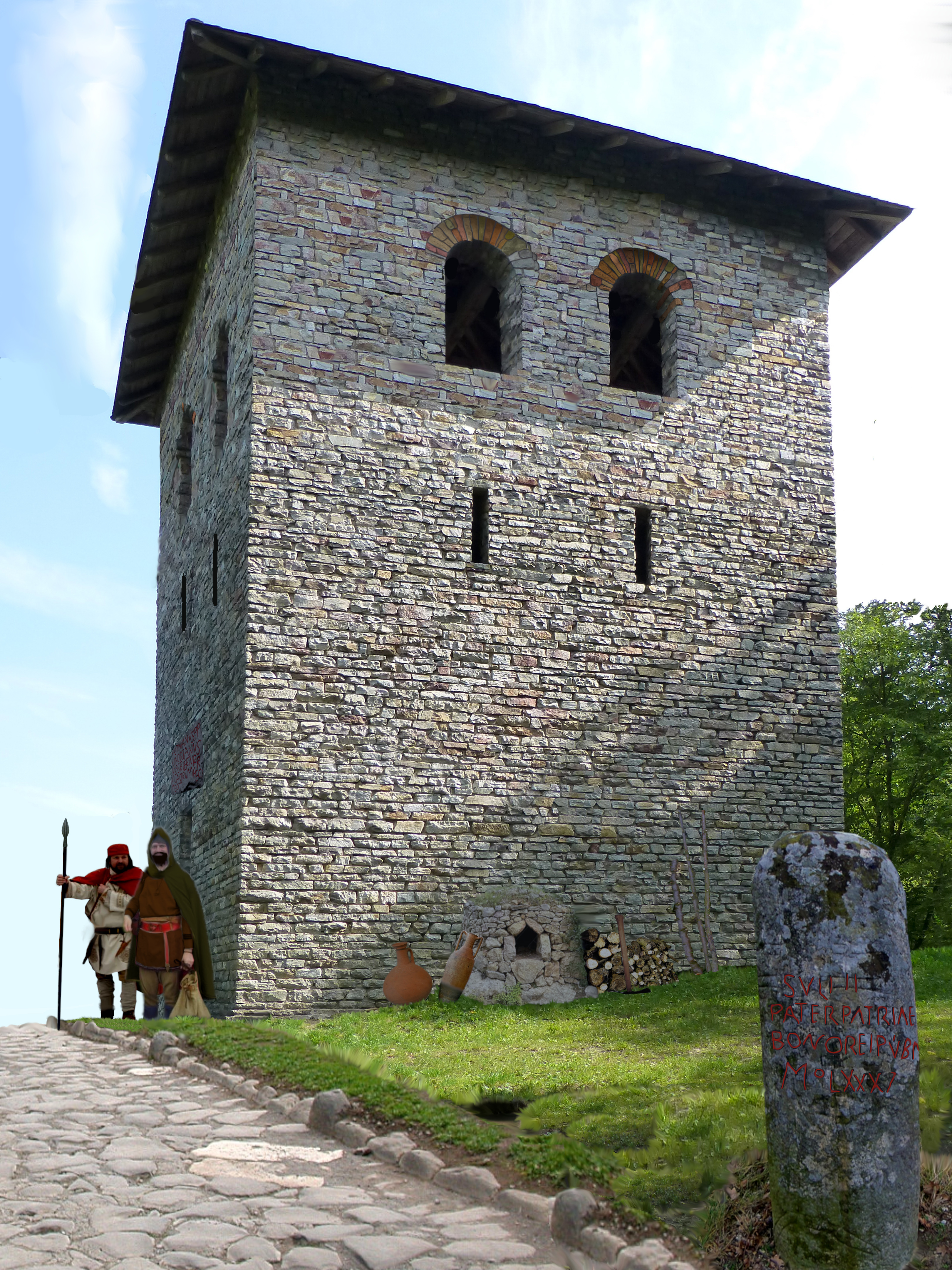
Rekonstruktionsversuch eines spätantiken Straßenwachturms

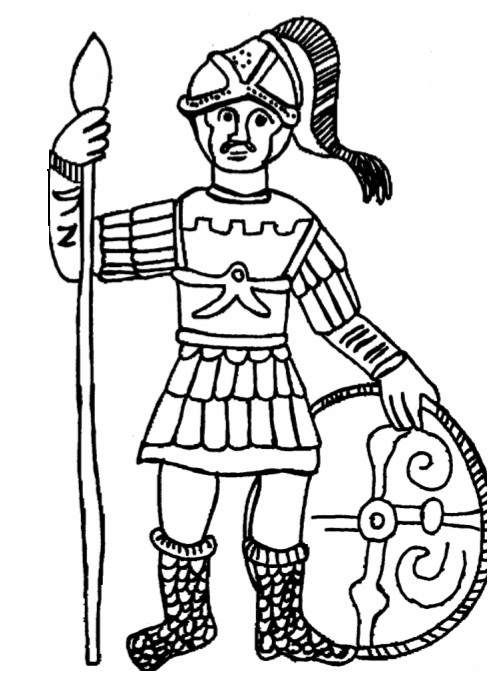
Darstellung eines gallo-römischen Soldaten auf einer alamannischen Silberplatte des 6. Jahrhunderts n. Chr. (Umzeichnung)

Der Donau-Iller-Rhein-Limes (DIRL) war ein großräumig konzipiertes Verteidigungs- und Grenzüberwachungssystem des Römischen Reiches, das nach der Aufgabe des Obergermanisch-Raetischen Limes im späten 3. Jahrhundert n. Chr. (Limesfall) angelegt wurde. Im engeren Sinne bezeichnet der Begriff nur die Befestigungen zwischen dem Bodensee (Lacus Brigantinus) und der Donau (Danubius); im weiteren Sinne auch die übrigen spätrömischen Festungsanlagen am Hochrhein (Konstanz bis Basel) und Oberrhein (Basel bis Bingen) (Rhenus) und an der oberen Donau.

## Lage und Funktion
Die insbesondere alamannischen Raubzüge um die Mitte des 3. Jahrhunderts n. Chr. machten eine neu konzipierte militärische Sicherung der nordwestlichen Reichsgrenzen Roms nötig. Der obergermanisch-raetische Limes war nie als militärische Defensivanlage gedacht gewesen und wurde daher nach 260 aufgegeben (sogenannter Limesfall). Die Grenztruppen wurden wieder in Stellungen hinter den leichter zu kontrollierenden Flüssen Rhein (Rhenus), Donau (Danuvius) und Iller (Hilaria) zurückgezogen. Um 290 begann man mit dem systematischen Ausbau der neuen Militärgrenze. Die Verteidigungslinie gegen Norden und Nordosten wurde durch Kastelle verstärkt, deren vorderste Linie auf dem Staatsgebiet der heutigen Schweiz vom südlichen Elsass bis nach Liechtenstein reichte. Das Festungssystem ragte auch bis weit ins Hinterland; es umfasste die ganze Ostschweiz, das Aaretal und die Gegend der drei Jurafuß-Seen bis Yverdon.
Die dortigen Verteidigungsanlagen dienten, wie die große Anzahl von flächenmäßig kleinen Festungen illustriert, nicht zur Abwehr größerer Angriffe, sondern sollten eine nahezu lückenlose Überwachung des Limes gewährleisten und Plünderer abschrecken. Bis 378 drangen die Römer auch immer wieder in die jenseits des Limes gelegenen Siedlungsgebiete der Germanen vor (so unter den Kaisern Julian oder Gratian), um die dort lebenden Stämme zu bestrafen, einzuschüchtern und so von neuen Attacken auf das Imperium abzuhalten. Die spätrömische Grenzverteidigung stützte sich also zum einen auf den Festungsgürtel des Donau-Iller-Rhein-Limes, zum anderen auf offensive Operationen und Präventivschläge in den Stammesgebieten sowie auf Bündnisverträge mit den germanischen Fürsten. Als die Strafexpeditionen aufgrund des rapiden Verfalles der Militär- und Verwaltungsstrukturen Westroms eingestellt werden mussten, führte dies zu einer massiven Verschärfung der Sicherheitslage.

## Kastelle und Wachtürme
Nicht ganz geklärt ist die Frage, ob das Festungsbauprogramm bereits dem Kaiser Probus (276–282) als Initiator zuzuschreiben ist, den eine Inschrift in Augsburg als restitutor provinciarum et operum publicorum preist (was aber keinen Bezug zum Limes haben muss), oder – was wesentlich wahrscheinlicher ist – etwas später Diokletian (284–305) und seinen Mitkaisern. Für letzteres sprechen der Beginn der Münzreihen in den Kastellen und diverse Bauinschriften. Beispielsweise wurde das Kastell Eschenz (Tasgetium), welches später den Siedlungskern der Stadt Stein am Rhein bildete, laut einer Inschrift zwischen 293 und 305 gegründet bzw. ausgebaut. Neben der Wiederbelebung des Legionslagers in Vindonissa (Windisch) um 265 wurden ab etwa 285 mehrere Kastelle entlang der Donau, der Iller, des Hochrheins und am Bodensee errichtet; so unter anderem in Basilia (Basel), Augusta Raurica (Kaiseraugst), Tenedo (Bad Zurzach), Constantia (Konstanz), Arbor Felix (Arbon), Brigantium (Bregenz), Caelius Mons (Kellmünz an der Iller) und Gundremmingen (Bürgle).
Diokletian und nach ihm Konstantin (306–337) ließen den Limes mit massiven Festungen neuester Bauart versehen. Die Kastelle in Zurzach, Kaiseraugst und Arbon sowie Befestigungswerke an strategisch bedeutsamen Orten im Hinterland wie Altenburg, Olten, Solothurn, Zürich-Lindenhof (Kastell Zürich/Turicum), Irgenhausen und Yverdon weisen auf die neue Strategie in der Grenzsicherung. Kastelle wie in Alzey oder Horbourg dienten in erster Linie den Bedürfnissen der neuen mobilen Feldheere (Comitatenses). Die Mannschaftsstärken der in den übrigen Festungen stationierten Einheiten der stationären Grenztruppen (Limitanei) waren zahlenmäßig klein, da umgekehrt die Zahl der Befestigungen deutlich erhöht worden war.
Einige Rheinkastelle sicherten mit befestigten Brückenköpfen auch das Nordufer des Flusses. Manche von ihnen, wie der Ländeburgus bei Ladenburg, waren nur per Schiff zu erreichen. Diese Wachtürme waren in Sichtabstand zwischen den Kastellen platziert, sie dienten der Grenzüberwachung und der schnellen Alarmierung der Kastellbesatzungen bei einem Angriff. Die spätantiken römischen Festungen hatten meistens auch ein gänzlich anderes Aussehen als die Kastelle, die bis etwa 260 das Dekumatland gesichert hatten: Es ging nun offenbar weniger um die Kontrolle des friedlichen Grenzverkehrs als vielmehr um eine militärische Sicherung des Hinterlandes durch eine Kette von eher kleinen, aber stark befestigten Stützpunkten, wie sie damals auch im Orient an der Grenze zum Sassanidenreich errichtet wurden.
Viele Befestigungen wurden auf verteidigungstechnisch günstigen Höhenlagen (Plateaus oder Geländespornen) errichtet (Kastell Sasbach-Jechtingen, Kastell Breisach). Meist war auch ihr Grundriss der örtlichen Topografie angepasst worden, um die natürlichen Annäherungshindernisse des Geländes optimal ausnützen zu können. Einige Kastelle, wie beispielsweise die von Arbon oder Pfyn, besitzen daher einen polygonalen Grundriss. Aber es gibt auch quadratische Anlagen wie zum Beispiel das Hafenkastell in Bregenz, Stein am Rhein oder das Kleinkastell Schaan. Die meisten Kastelle am DIRL erinnerten daher weniger an die früh- und mittelkaiserzeitlichen Lagerbauten, deren Errichtung zumeist einem standardisierten Plan folgte und eher als umwehrte Kasernen denn als Festungen dienten, sondern schon vielmehr an mittelalterliche Burgen. Hinzu kam eine kampfkräftige Rheinflotte, deren Hauptquartier sich möglicherweise in Mogontiacum (Mainz) befand; der wichtigste Stützpunkt der Bodenseeflottille war Brigantium (Bregenz).
Der Limes wurde unter Valentinian I. mithilfe zahlreicher kleinerer Kastelle und steinerner Wachtürme, wie zum Beispiel dem Wachturm Möhlin-Fahrgraben und dem Burgus Hörbranz, zusätzlich gesichert. Ammianus Marcellinus schildert die Alamanneneinfälle in Raetien im Jahr 364 und erwähnt in diesem Kontext auch die Errichtung oder Verstärkung von Befestigungen und Turmbauten am Rhein im Jahr 370. Ein Jahr zuvor entstanden laut seinem Bericht bereits burgi in Britannien. Nachdem erste befestigte Turmbauten am Rhein erbaut wurden, um dort die Grenzen besser zu sichern, begann man zwischen den bereits bestehenden Anlagen der Grenzsicherung 370/71 n. Chr. wohl auch in Raetien mit dem Bau von burgi, um möglichst alle Schlupflöcher für Einfälle zu schließen. Die bestehenden Kastelle könnten wahrscheinlich auch die Besatzung für die neuen burgi gestellt haben. Im Kontext des valentinianischen Bauprogramms ab 369 wurde auf die Langlebigkeit dieser Anlagen geachtet. Um ein entsprechend stabiles Fundament zu schaffen, wurde entweder ein Balkenrost verwendet oder aber ein eng angelegtes Netzwerk an hölzernen Pfählen. In der Spätantike wurden nicht nur Turmkonstruktionen, sondern auch häufig Kleinfestungen als burgi bezeichnet. Ein burgus, der anhand seiner Baumerkmale weniger als simpler Turmbau, sondern schon als Kleinfestung gilt ist der sogenannte Großburgus bei Untersaal. Allerdings bestand seine Funktion darin, auch die Wachttürme in seinem Umland zu versorgen. Nach J. Hock sind burgi, die eigentlich als Kleinfestungen betrachtet werden, mit zusätzlichen Mauerzügen, Tor- und Turmanlagen ausgestattet. Auf dem Gebiet der heutigen Schweiz gefundene Inschriften belegen weiters den Bau von burgi in Etzgen-Rote Waage und Koblenz-Kleiner Laufen für 371; die übrigen Türme entlang des Hochrheins stammen vermutlich ebenfalls aus dieser Zeit. Auch einige Anlagen im Hinterland wurden am Ende des 4. Jahrhunderts errichtet, so der befestigte Zihlübergang bei Aegerten (ca. 369) und der Burgus von Balsthal-St. Wolfgang. Die Besatzungen dieser burgi hatten die Aufgabe den Straßenverkehr zu überwachen. Entlang der Flüsse Rhein und Donau wurden besonders in der Maxima Sequanorum (entlang der Straßenverbindung Bregenz–Kempten), in der Raetia II und in Noricum Ripense Wachttürme und zahlreiche neue Militäranlagen errichtet. Der Bau von burgi in Etzgen-Rote Waag und Koblenz-Kleiner Laufen ist für das Jahr 371 durch Inschriften nachgewiesen. Alle anderen Türme an der dichten Verteidigungskette am Oberrhein sind vermutlich in dasselbe Jahr zu datieren. Auch einige Befestigungen im Hinterland stammen aus dieser Zeit, so zum Beispiel der Übergang an der Zihl bei Aegerten (um 369), das Kastell von Kloten oder der burgus bei Balsthal-St. Wolfgang.
In Bregenz wurde ein Kriegshafen für eine Flottille von Wachschiffen angelegt. Neben anderen Brückenkopfkastellen wie dem Doppelkastell Kirchlibuck-Sidelen, kam es auch beim Castrum Rauracense zum Bau eines befestigten Brückenkopfes am gegenüberliegenden Rheinufer. Erneut gab man große Speicherbauten in Auftrag. Das nachträglich eingebaute horreum im Kastell Schaan wurde möglicherweise in dieser Zeit errichtet und diente als Versorgungsbasis. Auch die Kastelle Rostrum Nemaviae und Abodiacum wurden mit Speicherbauten ausgestattet. Michael Mackensen hält es für möglich, dass auch das horreum des Restkastells in Abusina in valentinianische Zeit datiert und die in Veldidena errichteten Lagerhäuser zu dieser Zeit mit einer turmbewehrten Mauer umgeben wurden.

## Entwicklung

### 3. Jahrhundert
Nach Aufgabe des Obergermanisch-Raetischen Limes und der neuerlichen Festigung der römischen Herrschaft an Rhein und Donau wurde im späten 3. Jahrhundert die Grenzlinie unter der Herrschaft des Probus wieder an die Ufer dieser beiden Ströme zurückverlegt. Westlich der Germania Magna bildete, wie schon im 1. Jahrhundert, der Oberrhein vom Bodensee an die Grenze. Im Süden verlief sie an der Iller bis zu ihrer Mündung in die Donau und diese entlang weiter in Richtung Osten bis Regensburg. Zwischen Bodensee und Donau verlief die neue Grenze illeraufwärts und dann von Bregenz bis Kempten ein kurzes Stück über offenes Land. Der Limes wurde an diesem Abschnitt seit etwa 290 durch eine Kette von Wachtürmen und Kastellen gesichert. Mit alamannischen Fürsten, die nun das aufgegebene Land rechts des Rheins besetzten, schlossen die Römer Bündnisse. Das ständige Einsickern von Germanenstämmen und Plünderern versuchte Kaiser Diokletian zudem durch die Ansiedlung einzelner Stammesgruppen als Laeten oder Foederaten am linken Rheinufer zu unterbinden. Sie sollten dann dort in erster Linie nachdrängende Germanen abwehren. Damit setzte jedoch faktisch eine vom römischen Staat geförderte Germanisierung dieser Region ein.

### 4. Jahrhundert
Mit Hilfe der Befestigungsanlagen am Donau-Iller-Rhein-Limes konnte sich das Römische Reich während des 4. Jahrhunderts weiter gegen den Druck der Germanen behaupten. Im Zuge eines Feldzugs gegen die Brukterer ließ Kaiser Konstantin I. (306–337) gegenüber von Köln das Brückenkopfkastell Deutz anlegen. Es sollte die um 310 erbaute Rheinbrücke sichern. Auch andere Grenzkastelle und Straßenposten wurden unter ihm errichtet: Haus Bürgel (bei Monheim), Koblenz, Boppard, Junkerath, Neumagen und Bitburg sind aus dieser Zeit bekannt. Ihre Besatzungen verhinderten für einige Jahrzehnte größere Germaneneinfälle; Streifzüge kleinerer Plünderergruppen konnten sie vermutlich nicht wirksam unterbinden. Das Befestigen von Gutshöfen und das Anlegen von Höhen- und Fluchtfestungen, wie zum Beispiel auf dem Katzenberg bei Mayen, deuten eher auf eine weiter anhaltende Unsicherheit hin. Auch eine Vielzahl bislang offener vici, die damals mit Befestigungen umwehrt wurden, erhärten diese Annahme.
All diese Maßnahmen konnten letztendlich germanische Übergriffe nicht aufhalten. Hierfür waren Vorgänge im Imperium mitentscheidend: Als die römischen Truppen durch einen blutigen Bürgerkrieg zwischen Magnentius und Constantius II. geschwächt waren, durchbrachen um 353 Franken den Rheinlimes und plünderten die Provinzmetropole der Germania Secunda, Köln. Der für die gallischen Provinzen zuständige Caesar Julian startete zwar 356 einen erfolgreichen Gegenangriff, sicherte die Grenzen, besiegte 357 eine Koalition alemannischer Fürsten und setzte die Kastelle von Qualberg, Xanten, Neuss, Bonn, Andernach und Bingen wieder in Verteidigungsbereitschaft. Dennoch löste sich die alte Verwaltungsorganisation im Norden teilweise auf, auch Xanten und Nimwegen waren zerstört worden. Julian musste mit fränkischen Kriegern einen Vertrag abschließen und ihnen das Siedlungsrecht in der Region an der heutigen niederländisch-belgischen Grenze gewähren; im Gegenzug sicherten sie für den Kaiser das Gebiet.
Als sich die Lage im Römischen Reich vorläufig wieder stabilisiert hatte, ließ Kaiser Valentinian I. (364 bis 375) um 370 noch einmal ein umfassendes Befestigungsprogramm durchführen, das Ammianus Marcellinus in seinen res gestae erwähnt:
Valentinian schmiedete bedeutende und nutzbringende Pläne. Den ganzen Rhein, angefangen von Raetien bis zur Meerenge des Ozeans, ließ er mit großen Dämmen befestigen und auf der Höhe Militäranlagen und Kastelle, ferner in dichten Abständen an geeigneten und günstigen Stellen Türme errichten, soweit sich die gallischen Länder erstrecken. Zuweilen wurden auch Gebäude jenseits des Stromes angelegt, wo er das Land der Barbaren berührte. (Amm. Marc. 28, 2, 1f.).
Der archäologische Befund bestätigt diese Aussage. Die Überfälle der Juthungen 357/358 n. Chr. erschwerten auch die ausreichende Versorgung der in Raetien stationierten comitatenses. Um die Versorgungslage dort zu stabilisieren und die Grenze sowie Straßenverbindungen zu sichern, kam es unter Valentinian I. ab 370 n. Chr. zum Neubau einer Vielzahl von Befestigungen nicht nur im Grenzbereich, sondern auch an den Anmarschwegen zur Grenze. In diesem Kontext entstanden auch einige wenige burgi im raetischen Hinterland.

### 5. Jahrhundert
Am Anfang des 5. Jahrhunderts wurden die Befestigungen an Standorten wie Tasgetium noch einmal erneuert. Nach dem Abzug eines Großteils der römischen Truppen im frühen 5. Jahrhundert (um 402) und dem zeitweiligen Zusammenbruch der Rheingrenze 406/407 (siehe Rheinübergang von 406 sowie Völkerwanderung) gehörten die Grenzgebiete entlang des Hochrheins dann zwar noch offiziell zum Weströmischen Reich; sie mussten jedoch angesichts der inneren Wirren und der wachsenden Handlungsunfähigkeit der Zentralregierung in zunehmendem Maße selbst für ihre Sicherheit sorgen, was den Lebensstandard und die Anzahl der Bewohner dieser Provinzen massiv verringert haben dürfte, zumal die römischen Truppen nun keine Vergeltungsfeldzüge mehr durchführten. Immer häufiger überschritten nun unter Ausnutzung der römischen Schwäche plündernde Banden die Reichsgrenze. Dennoch markierte das Jahr 407, anders als früher angenommen, nach neueren Forschungsergebnissen noch nicht das Ende des Rheinlimes. Zwischen 407 und 435 verteidigten vor allem die Burgunder als foederati in römischen Diensten die Grenze. Um 420 kontrollierten sie gemeinsam mit regulären weströmischen Einheiten noch einmal den Rhein in seiner ganzen Länge.
Der Grenzabschnitt der Germania Secunda scheint in der militärischen Hauptquelle der Spätantike, der zuletzt um 425 aktualisierten Notitia dignitatum, im Unterschied zu Raetia bemerkenswerterweise nicht auf. Somit ist unklar, wie die Verteidigung dieser Region im 4. und frühen 5. Jahrhundert organisiert war. Die Forschung hat auf diese Frage sehr unterschiedliche Antworten gefunden. Eventuell ging die entsprechende Passage der Notitia verloren, oder die Kastelle am Niederrhein waren um 420 bereits ausschließlich von germanischen Foederaten besetzt. Da es sich bei ihnen nicht um reguläre Truppenverbände handelte, wurden sie auch nicht in die Listen der Notitia aufgenommen. Möglich wäre auch, dass die Grenze zu dieser Zeit hauptsächlich von comitatensischen und pseudocomitatensischen Einheiten kontrolliert wurde, nicht von limitanei. Archäologische Grabungen brachten jedenfalls zu Tage, dass ein unter römischem Kommando stehender Grenzschutz in weiten Teilen der Germania Secunda, wie auch immer er im Einzelnen organisiert war, noch bis weit in das 5. Jahrhundert hinein Bestand hatte, da die Kastelle besetzt blieben. Dies zeigen Befunde aus Dormagen, Haus Bürgel und Gellep. Dort ist teilweise eine Siedlungskontinuität bis in merowingische Zeit zu beobachten. Allerdings scheinen die verbündeten Franken am Niederrhein im allgemeinen Chaos nach 406 zunehmend eigenständig operiert zu haben, was unter anderem auf mehrere Angriffe auf die einstige Kaisermetropole Trier hinauslief.
Dennoch waren Vertreter der Zentralregierung in Ravenna hier auch weiterhin präsent. Um 420 führte der Comes domesticorum Castinus einen Feldzug gegen die Franken durch. Der Heermeister und zeitweilige Regent des Westens, Flavius Aëtius, brachte nach einer erneuten Krise in den Jahren 423–425 – das von den Franken zwischenzeitlich kontrollierte Rheinland im Jahr 428 (und nochmals 431/32) unter römische Kontrolle. Er zwang den Franken einen Friedensvertrag auf, der diese zwar zunächst ruhig stellte, aber bald nach der Mitte des 5. Jahrhunderts wieder gebrochen wurde. Die römischen Verwaltungs- und Militärstrukturen blieben in der Germania Secunda bis zu diesem Zeitpunkt noch einigermaßen intakt. Der römische Anspruch auf diese Region wurde noch bis Anfang der 460er Jahre vom Heermeister Aegidius aufrechterhalten.
Nach 450 beschleunigte sich der Verfall der Macht der kaiserlichen Zentralregierung und, als Folge hieraus, der römischen Herrschaft nördlich der Alpen rapide. Diese fand spätestens mit der Niederlage des Syagrius, Sohn des Aegidius, gegen die Franken 486/87 ihr endgültiges Ende. Die Reste der römischen Grenztruppen am Rhein scheinen sich den Franken unter Chlodwig I. angeschlossen zu haben und danach langsam assimiliert worden zu sein. Einige der Kastelle überdauerten dennoch das Ende des Weströmischen Kaisertums um mehrere Jahrzehnte, was durch die archäologische Auswertung von Kastellfriedhöfen sowie Münzfunde, besonders von solidi, belegt ist.
Die Gebiete südlich der Donau wurden nach 476 noch weiter von Ravenna aus kontrolliert – nun allerdings von Odoaker bzw. den Ostgoten. Einblicke in diese Zeit, die für die romanisierte Bevölkerung durch den völligen Zerfall staatlicher Macht gekennzeichnet war, gibt die um 510 verfasste Vita Sancti Severini des Eugippius, eine Lebensbeschreibung des Severin von Noricum. Der Vita ist zu entnehmen, dass die letzten Einheiten von Limitanei sich damals auflösten, weil sie keinen Sold mehr bekamen. Aus den zivilen Siedlungen um die spätrömischen Festungen entstanden später oft mittelalterliche Städte.

## Truppen

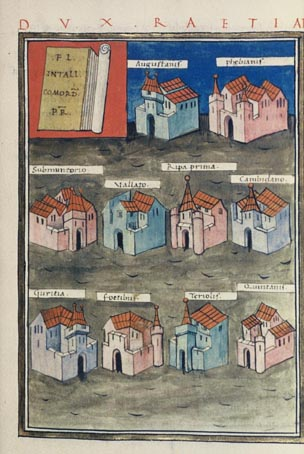
Notitia dignitatum: Die Kastelle unter dem Kommando des Dux Raetiae
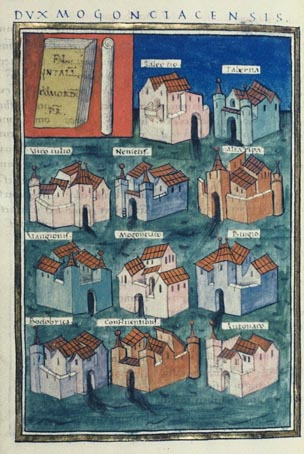
Notitia dignitatum: Die Kastelle und Festungsstädte unter dem Kommando des Dux Mogontiacensis
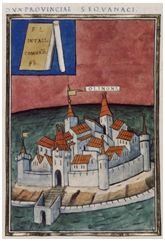
Darstellung des Castrum Olinone als Symbol der Zuständigkeit des Comes für den Abschnitt des Rheinlimes in der Provinz Maxima Sequanorum
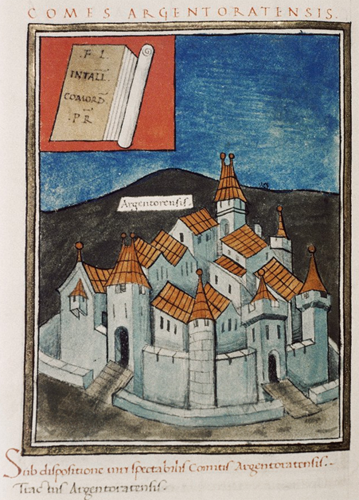
Notitia dignitatum: Darstellung des Castrum Argentoratum als Symbol der Zuständigkeit des Comes für den Abschnitt des Rheinlimes in der Region um Argentorate

Nur wenige Informationen besitzt man bezüglich der römischen Einheiten, die den spätantiken Limes bewachten. Inschriften nennen zum Beispiel die legio VIII Augusta oder die Einheit der Tungrecani seniores und ihre Beteiligung an Bauarbeiten. Für das frühe 5. Jahrhundert lässt sich durch den Eintrag in der Notitia dignitatum die Stationierung der cohors Hercula Pannoniorum in Arbon sicher belegen. Für den Abschnitt des Hochrheins ist die legio I Martia für die erste Hälfte des 4. Jahrhunderts als verantwortliche Grenztruppe bekannt. Die Soldaten zählten zu den Limitanei und standen unter dem Kommando von Dux limites, insbesondere des dux Raetiae, die mobilen Feldtruppen, die Comitatenses, wurden von comites rei militaris befehligt.
Anhaltspunkte zur Identität der Grenzsoldaten im Abschnitt der Raetia Secunda bietet das Inventar des spätantiken Urnengräberfelds von Friedenhain-Straubing. Die dort aufgefundene Keramik zählt zur Fundgruppe Friedenhain-Prestovice. Diese wurde überwiegend von Elbgermanen benutzt und findet sich in dieser Region nur an Militärstandorten. Dies legt den Schluss nahe, dass die Grenztruppen an diesem Teil des DIRL größtenteils durch elbgermanische Söldner bzw. Foederaten gestellt wurden. Die Rekrutierung von Germanen für die römische Armee hatte eine lange Tradition, die besonders ab dem 4. Jahrhundert forciert wurde. Ab diesem Zeitpunkt begann sich das ethnische Gefüge des kaiserlichen Heeres zu verändern. Die Hilfstruppen alter Prägung wurden abgeschafft, und Nichtrömer konnten direkt in das reguläre Heer eintreten. Dies ermöglichte es Germanen, ab dem 4. Jahrhundert in höhere Führungsstellen der Armee und ab dem 5. Jahrhundert sogar bis in die höchsten Reichsämter aufzusteigen. Ob die Gesamtanzahl der Germanen in der Armee deswegen wirklich höher war als noch im 1. bis zum 3. Jahrhundert, ist in Forscherkreisen allerdings umstritten.
Im Zusammenhang mit den Konsolidierungsmaßnahmen um 300 wurden nach Ansicht mancher Archäologen vermehrt germanische Stämme in den teilweise entvölkerten Voralpen angesiedelt, während zugleich viele der neuen Kastelle mit Söldnern bemannt worden seien, die aus diesen Neusiedlern angeworben wurden. Das Gräberfeld von Neuburg an der Donau war nach Ausweis der Funde von ca. 330–390 mit elbgermanisch-alamannischen, ab dem letzten Jahrzehnt des 4. Jahrhunderts dann hauptsächlich mit ostgermanisch-gotischen Soldaten belegt. Aus diesen Grabfunden ist daher geschlossen worden, dass entlang der Grenze der Raetia II wahrscheinlich fast ausschließlich germanische Einheiten in den Kastellen lagen. Auch am Ober-, Mittelrhein und am Bodensee wurde Ähnliches beobachtet. Es hat den Anschein, dass überall dort, wo außerhalb des Reichsgebietes Alamannen siedelten, an diesen Abschnitten von Rom auch alamannische foederati zur Bewachung der Grenze eingesetzt wurden. Im späten 4. Jahrhundert wurden diese an einigen Abschnitten demnach durch ostgermanische Einheiten abgelöst. Es ist allerdings nicht möglich, alleine aus der materiellen Hinterlassenschaft zweifelsfrei den ethnischen Hintergrund der Einheiten zu ermitteln, zumal in der Spätantike auch römische Soldaten den „barbarischen“ Kleidungs- und Ausrüstungsstil (habitus barbarus) bevorzugt hätten.
Die wichtigste Schriftquelle für die Militärgeschichte des Donau-Iller-Rhein-Limes ist die spätantike Notitia dignitatum. Sie entstand gegen 400 n. Chr., wurde für Westrom um 420 noch einmal teilweise aktualisiert. Sie listet auch die Einheiten und befehlshabenden Offiziere der limitanei (Grenztruppen) am DIRL zusammen mit ihren Stationierungsorten auf. Die Comitatenses, Limitanei/Ripenses und Liburnarier an diesem Limesabschnitt standen unter dem Kommando von vier Heerführern:
- Dux Raetiae primae et secundae,
- Dux provinciae Sequanicae,
- Comes tractus Argentoratensis,
- Dux Germaniae primae